# Daisy Maynard, Bá tước phu nhân xứ Warwick
Frances Evelyn "Daisy" Maynard, Bà Bá tước xứ Warwick (10 tháng 12 năm 1861 - 26 tháng 7 năm 1938) là một nhà hoạt động xã hội và là tình nhân lâu năm của Vua Edward VII của Anh.
Với vai trò nhà hoạt động xã hội, Daisy đã hỗ trợ nhiều chương trình giúp đỡ người nghèo về mảng giáo dục, nhà ở, việc làm và lương bổng. Bà đã thành lập các trường Cao đẳng đào tạo phụ nữ mảng nông nghiệp và thị trường trồng trọt, đầu tiên là ở Reading và sau đó là Studley. Bà cũng thành lập một trường dạy may vá và lập kế hoạch công việc ở Essex cũng như sử dụng cơ ngơi tổ tiên để lại làm nơi tổ chức các sự kiện và chương trình vì lợi ích của người thuê nhà và công nhân của mình. Trong một thời gian dài bà là bạn tâm giao của Thân vương xứ Wales, sau này là Vua Edward VII của Anh.
Một bài hát nổi tiếng là "Daisy, Daisy" được cho là nhắc đến Daisy Greville  do những hành vi trái lễ giáo của bà lúc bấy giờ.

## Xuất thân
Daisy Maynard chào đời tại số 27 Berkeley Square, Luân Đôn, bà là con gái lớn trong số hai người con gái của Đại tá Charles Maynard và người vợ thứ hai, Blanche FitzRoy. Blanche FitzRoy là hậu duệ của Charles II thông qua tình nhân của ông là Nell Gwyn và mẹ bà, Jane Beauclerk, và Henry FitzRoy, Công tước thứ 2 xứ Grafton (con trai ngoài giá thú của Charles II). Blanche FitzRoy cũng là hậu duệ của các Công tước xứ Grafton thông qua ông nội của bà là Rev. Henry Fitzroy, và thông qua họ, bà là hậu duệ của Charles II và tình nhân của ông là Barbara Villiers, Công tước thứ 1 xứ Cleveland. Bà ngoại của Blanche, Charlotte Ogilvie, là kết quả từ cuộc hôn nhân thứ hai của Emily Lennox, một trong các chị em nhà Lennox, và thông qua bà cũng là hậu duệ của Charles II và tình nhân người Pháp của ông, Louise Renée de Keroualle. Blanche sinh Frances năm bà 18 tuổi, trong khi Charles đã ở tuổi 50. Frances luôn được biết đến với cái tên "Daisy". Con gái nhỏ của nhà Maynard và cũng là em gái của Daisy được đặt theo tên của mẹ bà và được biết đến với cái tên "Blanchie".
Charles Maynard là con trai cả và là người thừa kế chính thức của Henry Maynard, Tử tước Maynard thứ 3. Khi Charles qua đời ba tháng trước Tử tước, Daisy được thừa kế các điền trang của gia tộc Maynard vào năm 1865, bao gồm cả cơ ngơi tổ tiên để lại là Easton Lodge ở Little Easton, Essex. Hai năm sau khi cha qua đời, mẹ bà tái hôn với Lord Rosslyn, 33 tuổi, một cận thần được Victoria của Anh trọng dụng. Mẹ bà sinh thêm năm người con, gồm Sybil Fane, Bà Bá tước xứ Westmorland, Millicent Leveson-Gower, Bà Công tước xứ Sutherland và Lady Angela Forbes.

## Hôn nhân
Frances Maynard được cân nhắc chọn lựa để kết hôn với con trai út của Victoria của Anh, Vương tử Leopold (sau này là Công tước xứ Albany). Nữ vương mong muốn mối hôn sự này và dùng Lord Beaconsfield để tạo ảnh hưởng lên gia đình Maynard cho đến phút chót. Tuy nhiên, chuyện mai mối bất thành, vào năm 1881, Frances kết hôn với Francis Greville, Lord Brooke, con trai cả và người thừa kế của George Greville, Bá tước xứ Warwick thứ 4, mặc dù lúc đầu hôn sự này không được cha mẹ bà chấp thuận.
Lord Brooke kế thừa tước vị Bá tước vào năm 1893, cả gia đình chuyển đến Lâu đài Warwick. Người con đầu tiên và có lẽ là duy nhất hợp pháp trong cuộc hôn nhân là Leopold Guy (1882–1928), sau này trở thành Bá tước xứ Warwick thứ 6. Marjorie Blanche (1884–1964), ra đời ba năm sau khi hai vợ chồng kết hôn và là con thứ hai của Daisy. Daisy trong một cuộc trò chuyện năm 1923 với Basil Dean, chồng của Mercy, đã nói rằng con gái của bà đích thực là con của Lord Charles Beresford. Người con thứ ba, Charles Algernon (1885–1887), chết khi chỉ mới 16 tháng tuổi, cũng có thể là con của Charles Beresford.
Người con thứ tư của Daisy là con trai, Maynard (1898-1960), và người thứ năm là con gái tên Mercy (1904-1968). Cả hai đều là con của Joseph Frederick (Joe) Laycock, một triệu phú độc thân mà Daisy yêu say đắm dù ông không chung thủy với bà. Mercy được sinh ra sau khi Laycock kết hôn với Katherine Mary (Kitty), Bà Hầu tước xứ Downshire, vào ngày 14 tháng 11 năm 1902, sau khi bà bị Arthur Hill, Hầu tước xứ Downshire thứ 6 ly hôn với lý do ngoại tình với Laycock.

## Đời sống cá nhân
Sau khi kết hôn, bà trở thành một nữ tiếp viên nổi tiếng và một người giao thiệp rộng, thường tham dự và tổ chức các bữa tiệc và buổi họp mặt xa hoa. Hai vợ chồng là thành viên của 'Marlborough House set' do Albert Edward, Thân vương xứ Wales (Edward VII tương lai) chủ quản. Bắt đầu từ năm 1886, cũng như 'bộ luật' bất thành văn dành cho các quý tộc trong giới, Daisy đã tạo dựng các mối quan hệ với một số người đàn ông có địa vị trong xã hội, đáng chú ý nhất là Thân vương xứ Wales.
Lady Warwick là tình nhân được Thân vương xứ Wales đặc biệt ưu ái, bà thường tiếp đãi ông và đoàn tùy tùng một cách xa hoa. Những người đàn ông giàu có trong xã hội London thời bấy giờ thường "chứng minh độ giàu có" của mình bằng cách hỗ trợ (về mặt tiền bạc) cho tình nhân. Cecil Rhodes đảm bảo rằng các khoản đầu tư của bà ở Tanganyika Concessions Ltd đều thắng lớn. Tanganyika Concessions Ltd nổi tiếng với khả năng thao túng cổ phiếu - trong vòng vài ngày, giá cổ phiếu đã tăng từ 6 đến 13 Bảng/cổ phiếu và sau đó lại giảm mạnh.
Lady Warwick yêu say đắm Lord Charles Beresford, bà đã vô cùng phẫn nộ khi biết vợ ông là Ellen Jeromina Gardner đang mang thai. Để thử thách lòng chung thủy của Lord Charles đối với mình, Daisy đã gửi một lá thư cho ông nói về vấn đề này. Daisy không biết rằng Lord Charles đã chỉ thị cho vợ mở lá thư khi ông đang tham gia chiến dịch và do đó, Ellen bắt đầu nhận thức rõ những gì đang diễn ra.
Bức thư trở thành một chủ đề gây tranh cãi, Daisy bị gán cho cái tên "Brooke thỏ thẻ". Những người khác đọc thư gồm anh trai của Charles, Lord Marcus Beresford nhất trí rằng bức thư "không thể bị đưa ra ánh sáng". Lady Charles đưa lá thư cho Sir George Lewis, Tòng Nam tước thứ nhất, một luật sư kín miệng, nhằm giữ kín chuyện này. Lady Warwick lúc bấy giờ đang cố gắng nhằm nâng cao địa vị và quyến rũ Thân vương xứ Wales.
Có thể nói, vị thế của Lady Warwick đã được củng cố hiệu quả khi bà trở thành tình nhân bán chính thức của Thân vương xứ Wales. Thân vương hy vọng có thể thuyết phục Lady Charles hủy bức thư của Warwick, tuy nhiên, bà đã gửi cho Warwick một tối hậu thư: tránh xa London trong thời gian đó và bức thư sẽ được gửi trả lại. Lady Warwick từ chối yêu cầu này, Thân vương xứ Wales thậm chí khiến cho tình hình trở nên tồi tệ hơn bằng cách ám chỉ với Lady Charles rằng vị thế của hai vợ chồng bà trong xã hội sẽ bị đe dọa. Điều này khiến Lord Charles tức giận đến mức đẩy Thân vương xứ Wales ngã xuống ghế sofa. Thân vương bỏ qua cho hành động của Sir Charles nhưng vụ bê bối đã rõ ràng khoét sâu sự căng thẳng trong mối quan hệ của cả hai. Bất đồng kéo dài cho đến khi Thủ tướng Lord Salisbury can thiệp và cả hai bên đạt được thỏa thuận. Tuy nhiên, mối quan hệ giữa Edward VII và Lord Charles chưa bao giờ tốt hơn.